# Horst Winkler
Horst Winkler (* 12. Juli 1922 in Bautzen; † 14. Mai 1991 in Dresden) war ein deutscher Parteifunktionär der DDR-Blockpartei NDPD. Er war von 1950 bis 1952 Abgeordneter  des Sächsischen Landtags und von 1960 bis 1989 Vorsitzender des NDPD-Bezirksvorstandes Dresden.

## Leben
Winkler, Sohn eines Fabrikanten, besuchte die Oberschule in Bautzen und erhielt eine Ausbildung in der Reichsfinanzverwaltung in Dresden. Am 1. September 1940 trat er in die NSDAP ein (Mitgliedsnummer 7.829.717). Er wurde Angehöriger des RAD und zur Wehrmacht eingezogen. Während des Zweiten Weltkriegs kam er als Soldat der Luftwaffe an der Ostfront zum Einsatz.
Winkler wurde frühzeitig aus sowjetischer Kriegsgefangenschaft nach Deutschland entlassen und wurde 1945 Angestellter im Finanzamt Freital, arbeitete als Obersteuerinspektor und Betriebsprüfer und wurde Vorsitzender des Betriebsrates.
Winkler wurde 1949 Mitbegründer der National-Demokratischen Partei (NDPD) in Freital und Vorsitzender des Ortsverbandes. Er wurde Mitarbeiter des Finanzministeriums des Landes Sachsen und rückte 1950 in den sächsischen Landtag ein. Ab 1951 war er als Mitglied des NDPD-Landesvorstandes Sachsen hauptamtlicher NDPD-Funktionär. Nach der Verwaltungsreform im Sommer 1952 wurde er Politischer Geschäftsführer des NDPD-Bezirksverbandes Dresden, später Mitarbeiter des Sekretariats des Hauptausschusses der NDPD und Politischer Sekretär der Zentralen Parteischule der NDPD in Waldsieversdorf.
Von 1954 bis zum 8. April 1959 fungierte er als Mitglied des Büros des Präsidiums und des Sekretariats der Nationalen Front der DDR. Auf dem 6. Parteitag der NDPD im September 1955 wurde er in den Hauptausschuss der NDPD gewählt, dem er bis 1990 angehörte. Im September 1960 erfolgte seine Wahl zum Vorsitzenden des NDPD-Bezirksverbandes Dresden (Nachfolger von Kurt Hähling). Am 16. Juni 1989 wurde er auf eigenen Wunsch aus Alters- und Gesundheitsgründen  aus seiner Funktion verabschiedet und Christian Schmidt zum neuen Bezirksvorsitzenden gewählt.
Von 1963 bis 1990 war er Abgeordneter des Bezirkstages Dresden. Winkler war auch Mitglied des Bezirksausschusses der Nationalen Front. Er hatte sich zum Diplomjournalisten qualifiziert.

## Auszeichnungen
- 1960 Verdienstmedaille der DDR
- 1962 Ernst-Moritz-Arndt-Medaille
- 1964 Vaterländischer Verdienstorden in Bronze, 1969 in Silber und 1987 in Gold
- 1979 Orden Banner der Arbeit Stufe I

## Schriften
- 1971 Einer vom Jahrgang 22. Horst Winkler berichtet vom ungewöhnlichen Weg eines Fabrikantensohnes. Verlag der Nation, Berlin 1970. DNB 458660949